# Василий (Мога)
Епи́скоп Васи́лий Мога (нем. Bischof Basilius Moga, рум. Episcopul Vasile Moga; 19 ноября 1774 — 17 октября 1845) — епископ Карловацкой митрополии, епископ Трансильванский.
Уроженец Себеша, он был приходским священником в течение нескольких лет, прежде чем стать епископом Трансильванским. Первый румын, занявший этот пост более чем за столетие, он прослужил более трёх десятилетий. Проживая в Сибиу в этот период, он работал над улучшением духовно-просветительских основ епархии, боролся против унии, добивался признание румын в качестве четвёртой нации в Трансильвании и предоставление им социально-политических прав. Издал большое количество богослужебных книг в частных типографиях Сибиу, предоставлял стипендии отдельным студентам, изучавшим богословие в Венском университете. Написал много пастырских посланий православному клиру и мирянам.
В то время как его преемник Андрей (Шагуна) был предметом обширных исторических исследований, жизнь епископа Василия (Моги) обычно рассматривалась поверхностно, причём последняя монография о нём вышла в 1938 году. В одном известном исследовании, опубликованном в 1915 году Иоаном Лупашем, анализировался конфликт между епископом Василием и румынским Георге Лэзаром.

## Биография

### Ранние годы
Родившись в старой священнической семье в Себеше, в Княжестве Трансильвания, он в 1786 году поступил в местную лютеранскую гимназию, а затем римско-католические среднюю школу в Алба-Юлии и Клуже. Он учился в последнем институте в течение пяти лет, в том числе изучая философию в течение последних двух лет. Его отец, Иоанн, умер в 1798 году, после чего он отправился в Арад и был рукоположен в сан священника в состоянии целибата. В Себеше до 1810 года он сначала служил вместе со своим дядей Аврамом, а затем со своим братом Захарией после смерти Аврама.
С тех пор как Афанасий Ангел перешёл в новую румынскую греко-католическую церковь в 1701 году, не было ни одного румынского православного епископа Трансильванского, и ни одного епископа любой национальности с тех пор, как череда сербских епископов, правивших с 1761 года, пресеклась в 1796 году. После ряда ходатайств в мае 1809 года императорский двор утвердил избрание румынского епископа Синодом, состоявшимся в Турде в октябре 1810 года. Описанный одним современником как «ничем не примечательный человек, неизвестный, говорящий на иностранных языках, но в остальном обладающий вялым, небрежным и слабым характером», Ваилий Мога пользовался поддержкой могущественного губернатора Трансильвании Дьёрди Банффи. Его также поддерживали греко-католические епископы Иоан Боб и Самуил Вулкан, которые предпочитали уступчивого православного лидера своему более фанатичному сопернику Николаю Хутовичу, священнослужителю, готовому противостоять их усилиям по привлечению новообращенных в Южной Трансильвании. Таким образом, несмотря на то, что он занял второе место из трех кандидатов, трансильванские власти рекомендовали Василия Могу набравшему наиболее число голов Николаю Хутовичу, и император быстро одобрил эту кандидатуру в декабре того же года.

### Епископское служение
18 апреля 1811 года в Монастыре Крушедол был пострижен в монашество. 23 апреля того же года Карловице (ныне Сремски-Карловцы, Сербия) был хиротонисан во епископа Трансильванского. Хиротонию возгласил митрополит митрополит Карловцкий Стефан (Стратимирович). 29 июня того же года в Клуже в присутствии губернатора Дьёрдя Банфи, протопопов и священников епархии состоялась его интронизация. Вскоре епископ Василий попросил перевести его в Сибиу; как только эта просьба была удовлетворена, он переехал в дом, арендованный у трансильванского сакса. В августе Василий Мога объявил своему духовенству, что он был интронизован, и таким образом начал свою деятельность. Он жил в Сибиу и оставался епископом до самой своей смерти.
За свои 34 года пребывания у руля Трансильванское епархии епископ Василий столкнулся с трудностями, возникшими на его пути как со стороны имперских, так и трансильванских властей, местных саксов и греко-католического духовенства. Даже указ о назначении его епископом налагал на него девятнадцать ограничений. Напомнив, что он занимал свой пост благодаря милости императора, он был обязан быть его верным подданным и подчиняться всем законам страны. Каждый месяц он должен был представлять правительству протоколы своих консисториальных заседаний. Ему и его священникам не разрешалось возражать против распространения греко-католицизма или принимать монахов из Дунайских княжеств. Священнослужители считались «терпимыми» и не имели права требовать улучшения своего положения, а также не владели землёй, как священники других вероисповеданий. В документе указывалось, что если православные прихожане примут греко-католицизм, то церковная земля перейдёт в собственность греко-католической церкви, а если вся деревня примет православие, то греко-католический священник сохранит контроль над ней. Общий смысл этих ограничений заключался в консолидации греко-католической церкви за счёт православной.
Несмотря на эти положения, Епископ Василий сумел добиться ряда успехов, как в церковной, так и в культурно-политической сфере. Он отправил десятки пастырских писем духовенству и прихожанам. Будучи сторонником введения начального образования, он призывал священников помогать строить церкви и школы. Он обязал их проповедовать, строить школы и катехизировать народ. Он посетил многочисленные приходы, убеждая священников вести реестры крещений, браков и смертей. Когда среди верующих возникали споры, Епископ Василий немедленно вмешивался, ругал и наказывал священников, которые не выполняли своих обязанностей. Он начал шестимесячные курсы теологии и педагогики в 1811 году и предоставил стипендии для обучения в Венском университете наиболее перспективным студентам. Он купил дом, который стал его официальной резиденцией, а также место, где размещались консистория и семинария, построил отдельное крыло для учителей, которых он нанимал и платил.
Одним из них был Георге Лазэр, который провел на факультете около трех лет, прежде чем продолжающийся конфликт с Василием (Могой) вынудил его покинуть Сибиу в конце 1815 года. В прошлом году епископ отозвал из Вены своего племянника Мойса Фулю, чтобы обучать священников. В 1816 году Лазара сменил другой племянник, Иоан Мога, также вернувшийся из Вены. Эта пара будет единственным преподавателем семинарии в Сибиу в течение примерно трёх десятилетий. Несмотря на недоразумения с Лазаром, епископ Василий продолжал совершенствовать образование для будущих священников после 1815 года. В 1832 году он создал стипендиальный фонд стоимостью 10 000 флоринов, способный содержать шесть православных студентов; в 1835 году он добавил ещё 30 000 флоринов. Он свободно раздавал деньги нуждающимся. Он издал ряд религиозных книг в частных типографиях Сибиу, спонсируя издание учебников и других материалов на румынском языке, а также способствовал распространению произведений Петру Майора. Он также поддерживал культурные мероприятия и распространение румынских газет и журналов. Деньги, которые он раздавал, поступали исключительно из Синодального фонда, единственного источника дохода церкви.

### Политическая деятельность
В течение своего епископства епископ Василий добивался признания румын четвёртой нацией в Трансильвании (см. Союз трёх наций) и отстаивал их политические и социальные права. Он отправился в Вену в 1812 году, стремясь улучшить условия жизни своих священников и устроить свою резиденцию в Сибиу. Начиная с 1816 года он направил туда целый ряд прошений, в которых просил земли для священников, освобождения их от налогов и государственную финансовую помощь. Он даже нанял агента в Вене, чтобы тот доложил ему о ситуации там, но его первые инициативы не увенчались успехом. После 1830 года ситуация стала более благоприятной: конфликт между правительством и преимущественно протестантской оппозиционной знатью обострился, и обе группы попытались привлечь румын на свою сторону. Именно в этом контексте епископ Василий написал греко-католическому епископу Иоану Лемени в ноябре 1833 года, предложив им обоим составить проект петиции. В апреле 1834 года оба они направили полученный документ в Вену, приняв во внимание более раннюю Supplex Libellus Valachorum. Хотя этот эпизод и не имел непосредственного эффекта, он продемонстрировал, что священнослужители обеих церквей могли бы сотрудничать в стремлении продвигать права румын.
В 1837 году епископ Василий подал прошение в Трансильванский Сейм, стремясь получить определенные экономические выгоды и освобождение от налогов и десятины для своего духовенства и верующих на контролировавшемся саксами Fundus regius, и снова в 1842 году, чтобы добиться исполнения закона 1791 года, признающего свободу вероисповедания для православных. Позже в том же году он снова присоединился к Лемени, чтобы добиться санкций против венгерских и секейских членов Сейма за дискриминацию румынских жителей региона фундус. Инициатива, в которой епископы напоминали привилегированным нациям о значительном неравенстве, с которым сталкивается их община, происходила на фоне конфликта между венграми и саксами по поводу официального языка княжества. Хотя венгерские и секельские депутаты проявили некоторый интерес к тому, чтобы утеснять саксов, петиции были безуспешны, либо сданы в архив, либо отправлены в исследовательскую комиссию, чтобы больше о них не вспоминать.
Одним из более поздних действий епископа Василий было православное население его родного города Себеш. Еще в 1817 году он попросил своего брата Захарию выделить средства из местной казны на строительство новой церкви, поскольку большинство налогоплательщиков были румынами. Епископ Василий посылал прошения правительству и даже императору по этому поводу, но они оставались без ответа. Наконец, он подал в суд на мэрию в 1840 году, потратив на это дело значительные суммы, но умер к моменту его смерти тяжба ещё тянулась. Поначалу его племянник Йоан продолжал сражаться в суде, но, старый и больной, вскоре потерял к нему интерес.
Епископ Василий скончался 17 октября 1845 года был похоронен во дворе Благовещенской церкви. На его надгробном камне написано по латыни: «Hic quiescit in Domino BASILIUS MOGA, Episcopus graeci ritus, non unitorum tranniensis, natus Sabaeșu 19 Novembr. 1774, denatus Cibinii 17 octobris 1845, munere archipast. functus anos 34. G.H.M.H.P. p.ppt. M» (Здесь почивает в Бозе Василий Мога, единый епископ греческого обряда, родился в Себеше 19 ноября 1774 года, умер в Сибиу 17 октября 1845 года, 34 года был архипастырем.".). В своём завещании епископ завещал церковным асессорам свою резиденцию и второй дом в Сибиу, а также фруктовый сад; он также оставил после себя пожертвование на оплату адвокатов церкви и другие нужды.

## Литературы
- Moga, Basilius // Biographisches Lexikon des Kaiserthums Oesterreich. Band: 18 (1868). — Seite: 434—435.
- Sebastian Stanca. Viaţa şi activitatea episcopului Vasile Moga (1774-1845) (рум.). — Cluj: Tipografia Eparhiei Ortodoxe Române, 1938. — 127 с.
- Keith Hitchins. Studies on Romanian National Consciousness (англ.). — Pelham, New York: Nagard, 1964. — 258 p.
- George Bariț și contemporanii săi, vol. 6 (рум.) / Ștefan Pascu, Iosif Pervain (eds.). — Bucharest: Editura Minerva, 1983.
- Mircea Păcurariu. Istoria Bisericii Ortodoxe Române, vol. 3 (рум.). — Bucharest: Editura Institutului biblic și de misiune al Bisericii Ortodoxe Române, 1991. — ISBN 978-973-91-3004-2.
- Mihai Racovițan, Eugen Străuțiu. Sibiul — conștiință și acțiune românească // Anuarul Institutului de Cercetări Socio-Umane Sibiu (рум.). — 1999. — Т. V—VI. — С.  7-24.
- Cornel Sigmirean. Istoria formării intelectualității românești din Transilvania și Banat în epoca modernă (рум.). — Cluj-Napoca: Presa Universitară Clujeană, 2000. — 806 с. — ISBN 973-8095-38-7.
- Mircea Păcurariu. Cărturari sibieni de altădată. — Cluj-Napoca: Editura Dacia, 2002. — 736 с. — ISBN 978-973-35-1463-3.
- Ovidiu Boc. Biserică și societate în timpul episcopului Vasile Moga (1810—1845). Evaluarea surselor (рум.) // Buletinul Cercurilor Științifice Studențești. — 2009. — Nr. 15. — P. 97—106.
- ASTRA SABESIENSIS. Supliment numar 1, 2017. Un episcop si epoca sa. Vasile Moga (1774—1845). EDITORI Mihai-Octavian Groza Diana-Maria Daian Mircea-Gheorghe Abrudan. ARGONAUT/ANDREIANA Cluj-Napoca/Sibiu 2017
- Mihai-Octavian Groza. Un ierarh transilvănean şi epoca sa. Viaţa şi activitatea episcopului Vasile Moga (1774-1845). — Dej: Astra-Dej, 2019.